# IC 1857
IC 1857 ist eine Spiralgalaxie vom Hubble-Typ Sbc im Sternbild Widder nördlich der Ekliptik. Sie ist schätzungsweise 405 Millionen Lichtjahre von der Milchstraße entfernt und hat einen Durchmesser von etwa 120.000 Lichtjahren.

Im selben Himmelsareal befindet sich u. a. die Galaxie IC 1847.
Das Objekt wurde am 7. Januar 1896 vom französischen Astronomen Stéphane Javelle entdeckt.